# Università telematica internazionale "UniNettuno"
L'Università telematica internazionale UNINETTUNO (acronimo UTIU) è un'università telematica italiana che eroga corsi in e-learning, istituita con decreto ministeriale il 15 aprile 2005 dal MIUR.

## Storia
L'UTIU si ispira al modello didattico del consorzio NETTUNO che ha rilasciato lauree a partire dal 1992 con l'adozione di strumenti telematici, e al progetto internazionale MedNet'U (Mediterranean Network of Universities), finanziato dalla Commissione europea nell'ambito del programma Eumedis, per la creazione di una Università Euromediterranea a distanza.
È stata istituita con decreto del 15 aprile 2005 dal Ministero dell'Istruzione, dell'Università e della Ricerca e rilascia titoli accademici legalmente riconosciuti in Italia, Europa ed alcuni paesi del Mediterraneo.

## Modalità didattiche
Il processo di insegnamento e apprendimento avviene tramite un portale web. Vengono inoltre utilizzate la televisione satellitare e sistemi di videoconferenza.
La rete televisiva satellitare UniNettuno University TV (precedentemente chiamata RAI NETTUNO Sat 1) trasmette 24 ore su 24 lezioni universitarie in chiaro, utilizzando il satellite HotBird 13° Est diffuso da Eutelsat, che copre tutto il territorio Europeo, del Nord Africa e del Medio Oriente. In Italia è possibile visualizzare UniNettuno University TV sintonizzandosi sul canale 812 di Sky o utilizzando qualsiasi altro decoder.
Fino al 6 ottobre 2014 le lezioni sono state trasmesse anche all'interno del palinsesto notturno di Rai 2.

## Struttura
L'ateneo si articola in 5 facoltà:
- Beni culturali
- Economia e diritto
- Ingegneria
- Psicologia
- Scienze della comunicazione

Sino all'inizio del 2024, la facoltà di Economia e diritto era separata nelle due distinte facoltà di Economia e Giurisprudenza.

## Sedi
UTIU è costituita da una sede centrale che coordina l'attività dei poli tecnologici. Questi mettono a disposizione le tecnologie necessarie all'erogazione dei corsi a distanza e a sostenere gli esami. I contenuti didattici multimediali sono disponibili, oltre che in italiano, in arabo, inglese e francese.
Oltre ai poli tecnologici situati in Italia, UTIU si appoggia a 31 poli tecnologici e 9 centri di produzione di contenuti didattici presso Università e Centri di Formazione professionale partner del progetto MedNet'U, situati in 11 paesi dell'area mediterranea.

## Rettori
- Maria Amata Garito